# Базиківка
Базиківка (Базикове) — колишній населений пункт в Кіровоградській області.

## Стислі відомості
В часі Голодомору 1932—1933 років нелюдською смертю померло не менше 2 людей.
В 1943 році нацистські мілітарні сили здійснювали біля Базиківки каральні заходи.
Дата зникнення станом на листопад 2022 року невідома.